# Hildebrandtia macrotympanum
Hildebrandtia macrotympanum és una espècie de granota que viu a Etiòpia, Kenya i Somàlia.
Està amenaçada d'extinció per la pèrdua del seu hàbitat natural.